# Брони
Бро̀ни (на италиански: Broni, на местен диалект: Bron, Брон) е град и община в Северна Италия, провинция Павия, регион Ломбардия. Разположен е на 88 m надморска височина. Населението на общината е 9277 души (към 2010 г.).